# Cho (Familienname)
Cho (koreanisch) bzw. Chō (japanisch) ist ein Familienname.

## Familienname (koreanisch)

### Koreanische Reihenfolge
- Cho Bo-ah (* 1991), südkoreanische Schauspielerin
- Cho Byung-deuk (* 1958), südkoreanischer Fußballspieler
- Cho Byung-kuk (* 1981), südkoreanischer Fußballspieler
- Cho Chi-hyo (* 1970), südkoreanischer Handballspieler
- Cho Chikun (* 1956), japanischer Go-Spieler und ein Neffe von Cho Namchul
- Cho Dong-geon (* 1986), südkoreanischer Fußballspieler
- Cho Eon-rae (* 1986), südkoreanischer Tischtennisspieler
- Cho Eun-jung (* 1971), südkoreanische Hockeyspielerin
- Cho Gue-sung (* 1998), südkoreanischer Fußballspieler
- Cho Gun-woo (* 1988), südkoreanischer Badmintonspieler
- Cho Gyeong-chul (1929–2010), südkoreanischer Astronom
- Cho Han-seung (* 1982), südkoreanischer Go-Spieler
- Cho Ha-ri (* 1986), südkoreanische Shorttrackerin
- Cho Ha-rim (* 1996), südkoreanische Leichtathletin
- Cho Haeil (1941–2020), südkoreanischer Schriftsteller
- Cho Ho-sung (* 1974), südkoreanischer Bahn- und Straßenradrennfahrer
- Cho Hun (Turner, 1958) (* 1958), nordkoreanischer Kunstturner
- Cho Hun (Turner) (* 1968), nordkoreanischer Kunstturner
- Cho Hun-hyeon (* 1953), südkoreanischer Go-Spieler
- Cho I-hsuan (* 2000), taiwanische Tennisspielerin
- Cho In-ho (* 1978), südkoreanischer Skeletonpilot
- Cho In-joo (* 1969), südkoreanischer Boxer
- Chō Isamu (1885–1945), japanischer General
- Cho Jae-ho (* 1980), südkoreanischer Billardspieler
- Cho Jae-jin (* 1981), südkoreanischer Fußballspieler
- Cho Jea-ki (* 1950), südkoreanischer Judoka
- Cho Jeong-ki, südkoreanischer Opernsänger (Tenor)
- Cho Ji-hun (* 1990), südkoreanischer Fußballspieler
- Cho Jin-ho (1973–2017), südkoreanischer Fußballspieler und -trainer
- Cho Jin-soo (* 1983), südkoreanischer Fußballspieler
- Cho Jin-woong (* 1976), südkoreanischer Schauspieler
- Cho Jun-ho (* 1988), südkoreanischer Judoka
- Cho Jung-hyun (1969–2022), südkoreanischer Fußballspieler
- Cho Jung-seok (* 1980), südkoreanischer Schauspieler
- Cho Jung-tai (* 1959), taiwanischer Politiker und Premierminister
- Cho Kuk (* 1965), südkoreanischer Politiker
- Cho Kwang-rae (* 1954), südkoreanischer Fußballspieler und -trainer
- Cho Kyu-kwang (1926–2018), südkoreanischer Jurist
- Cho Kyu-won (* 1991), südkoreanischer Sprinter
- Cho Man-sik (1883–1950), koreanischer Politiker
- Cho Min-ho (1987–2022), südkoreanischer Eishockeyspieler
- Cho Min-kook (* 1963), südkoreanischer Fußballspieler und -trainer
- Cho Min-soo (* 1965), südkoreanische Schauspielerin
- Cho Miyeon (* 1997), südkoreanische Sängerin
- Cho Myeong-cheol (* 1959), südkoreanischer Politiker
- Cho Myung-woo (* 1998), koreanischer Karambolagespieler und Weltmeister
- Cho Nam-Joo (* 1978), südkoreanische Schriftstellerin
- Cho Oh-ryun (1952–2009), südkoreanischer Schwimmer
- Cho Sang-beom (* 1994), südkoreanischer Fußballspieler
- Cho Se-hui (1942–2022), südkoreanischer Autor
- Cho Seong-ju (* 1997), südkoreanischer E-Sportler
- Cho Seung-hui (1984–2007), südkoreanischer Amokläufer, siehe Amoklauf an der Virginia Tech
- Cho Seung-woo (* 1980), südkoreanischer Schauspieler
- Cho So-hyun (* 1988), südkoreanische Fußballspielerin
- Cho Soo-hyang (* 1991), südkoreanische Schauspielerin
- Cho Su-hwang (* 1996), südkoreanischer Volkssänger
- Cho Sung-hoon (* 1964), südkoreanischer Skilangläufer
- Cho Sung-hwan (Fußballspieler, 1970) (* 1970), südkoreanischer Fußballspieler und -trainer
- Cho Sung-hwan (Fußballspieler, 1982) (* 1982), südkoreanischer Fußballspieler
- Cho Sung-hyung (* 1966), deutsch-südkoreanische Regisseurin
- Cho Sung-min (1973–2013), südkoreanischer Baseballspieler und -trainer
- Cho Tae-yul (* 1955), südkoreanischer Diplomat und Politiker
- Cho Tat Wah (1915–2007), chinesischer Schauspieler
- Cho Won-hee (* 1983), südkoreanischer Fußballspieler
- Cho Won-jin (* 1959), südkoreanischer Politiker
- Cho Yeo-jeong (* 1981), südkoreanische Schauspielerin
- Cho Yeong-jae (* 1999), südkoreanischer Sportschütze
- Cho Yi-hyun (* 1999), südkoreanische Schauspielerin
- Cho Yi-tsen (* 2001), taiwanische Tennisspielerin
- Cho Yoon-jeong (* 1979), südkoreanische Tennisspielerin
- Cho Yong-chul (* 1961), südkoreanischer Judoka
- Cho Yong-hyung (* 1983), südkoreanischer Fußballspieler
- Cho Youn-jeong (* 1969), südkoreanische Bogenschützin
- Cho Young-cheol (* 1989), südkoreanischer Fußballspieler
- Cho Young-jeung (* 1954), südkoreanischer Fußballspieler
- Cho Young-suk (* 1970), südkoreanische Badmintonspielerin
- Cho Young-wook (* 1999), südkoreanischer Fußballspieler
- Cho Young-wuk (* 1961), südkoreanischer Filmkomponist
- Cho Yu-min (* 1996), südkoreanischer Fußballspieler

### Westliche Reihenfolge
- Alexander Pyone Cho (* 1949), myanmarischer Geistlicher, Bischof von Pyay
- Alfred Y. Cho (* 1937), chinesisch-amerikanischer Erfinder und Elektroingenieur
- Arden Cho (* 1985), amerikanisch-südkoreanische Schauspielerin
- Basil Cho Kyu-man (* 1955), nordkoreanischer Geistlicher, Weihbischof in Seoul
- Daniel Cho († 2010), US-amerikanischer Cellist
- David Yonggi Cho (1936–2021), koreanischer christlicher Evangelist
- Elliott Cho (* 1994), US-amerikanischer Schauspieler
- Eun-Hwa Cho (* 1973), südkoreanische Musikerin, Komponistin und Hochschullehrerin
- Frank Cho (* 1971), südkoreanischer Texter und Comiczeichner
- Ji-In Cho (* 1976), deutsche Musikerin koreanischer Abstammung
- John Cho (* 1972), südkoreanischer Schauspieler
- Kah Kyung Cho (1927–2022), koreanisch-amerikanischer Philosoph
- Margaret Cho (* 1968), US-amerikanische Stand-up-Comedian und Schauspielerin
- Mohamed-Ali Cho (* 2004), französisch-englischer Fußballspieler
- Seong-Jin Cho (* 1994), südkoreanischer Pianist
- Simon Cho (* 1991), US-amerikanischer Shorttracker
- Smith Cho, koreanisch-amerikanische Schauspielerin
- SungWon Cho (* 1990), amerikanischer Synchronsprecher, Schauspieler und Webvideoproduzent
- Thaddeus Cho Hwan-Kil (* 1954), südkoreanischer Geistlicher, Erzbischof von Daegu
- Young-Chang Cho (* 1958), koreanischer Cellist und Hochschullehrer

## Künstlername (japanisch)
- Chō (Synchronsprecher) (* 1957), japanischer Synchronsprecher

## Familienname (japanisch)
- Fujio Chō (* 1937), japanischer Manager
- Hikaru Chō (* 1993), chinesisch-japanische Bodypainterin
- Chō Masuno (1886–1959), japanischer Generalleutnant
- Yoshikazu Chō (* 1953), japanischer Radrennfahrer